# Saint-Vincent (Pyrénées-Atlantiques)
Saint-Vincent település Franciaországban, Pyrénées-Atlantiques megyében. Lakosainak száma 395 fő (2022. január 1.). Saint-Vincent Lamarque-Pontacq, Lourdes, Bénéjacq, Coarraze, Labatmale, Montaut és Pontacq községekkel határos.

## Népesség
A település népessége az elmúlt években az alábbi módon változott:
| Lakosok száma | 377  | 397  | 408  | 398  | 397  | 395  | 393  | 391  | 395  |
|               | 2013 | 2015 | 2016 | 2017 | 2018 | 2019 | 2020 | 2021 | 2022 |